# Brevicornu radiatum
Brevicornu radiatum är en tvåvingeart som först beskrevs av Lundstrom 1911.  Brevicornu radiatum ingår i släktet Brevicornu och familjen svampmyggor. Inga underarter finns listade i Catalogue of Life.